# Talipariti potteri
Talipariti potteri är en malvaväxtart som först beskrevs av Otto Degener och Greenwell, och fick sitt nu gällande namn av Paul Arnold Fryxell. Talipariti potteri ingår i släktet Talipariti och familjen malvaväxter. Inga underarter finns listade i Catalogue of Life.